# Espaser

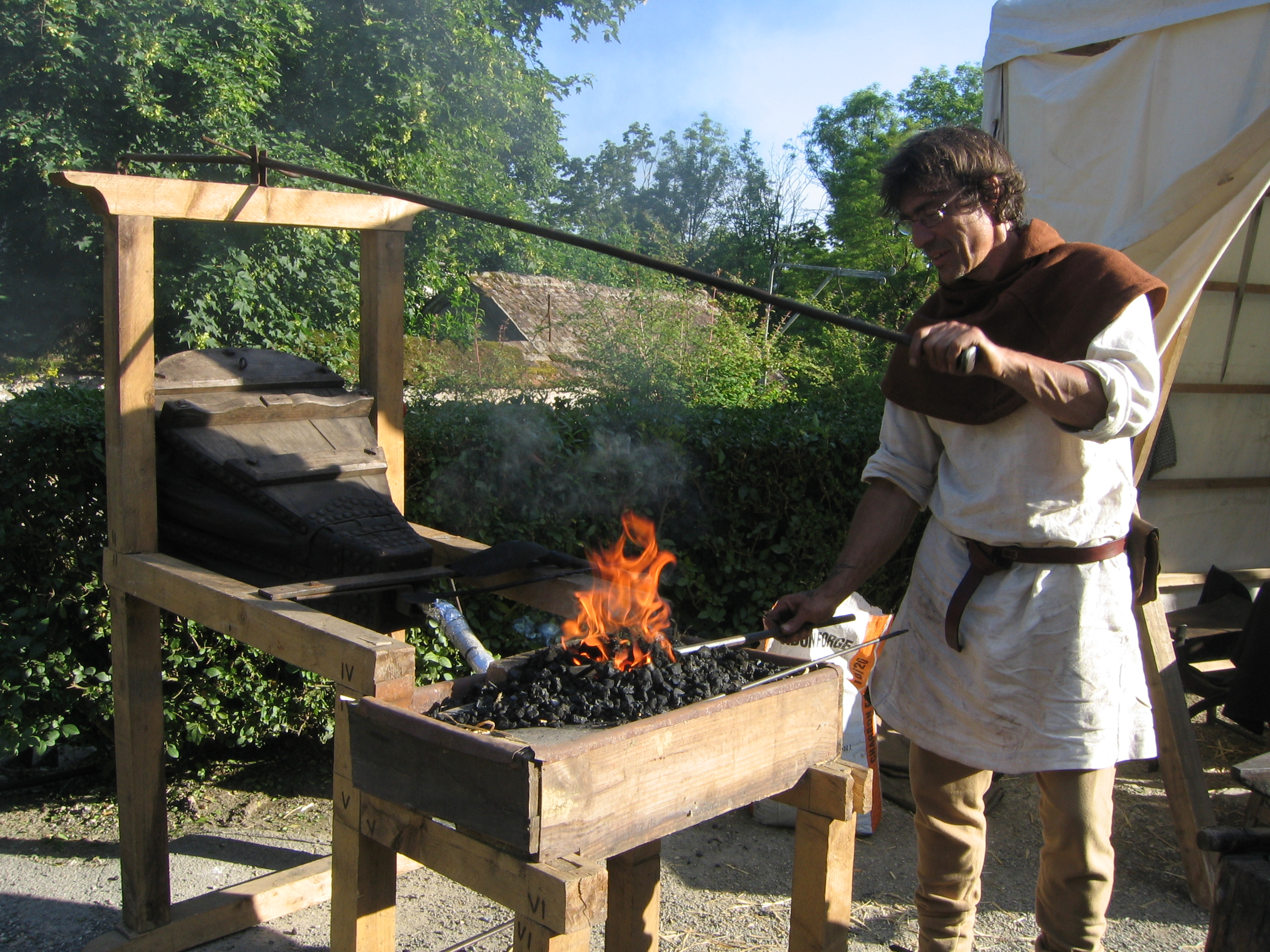
Ferrer escalfant una barra de ferro en una fornal (festa medieval a Provins)

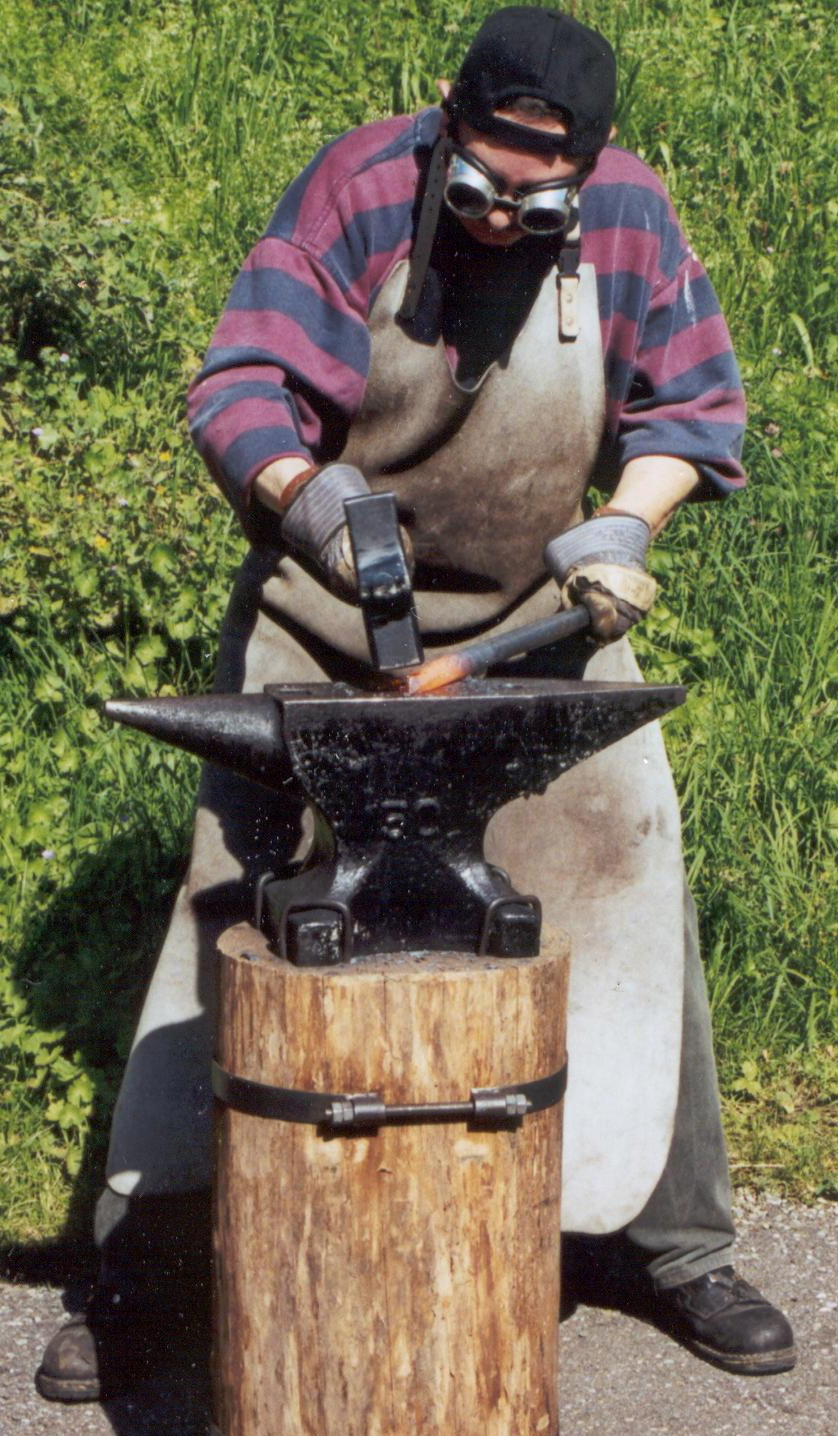
Ferrer forjant una peça de ferro, amb la punta roent, damunt d'una enclusa amb un martell.

Fulla d'espasa japonesa, pedra d'esmolar i recipient amb aigua (Cherry Blossom Festival, Seattle Center, Seattle, Washington, 2008).

Un espaser és un menestral que tenia com a ofici fer i vendre espases.
A Barcelona, a mitjan segle xv, hi havia vint-i-cinc espasers.

## Descripció de l'ofici
Un espaser és un ferrer especialitzat. Un ferrer de tall que forja espases. Principalment fulles d'espasa.
El seu obrador és el típic d'un ferrer, com ja el podia descriure Ramon Llull: una fornal per a escalfar el ferro fins a deixar-lo roent (amb el foc atiat per una manxa), una enclusa i diversos malls, martells, estenalles i cisells.
També ha de disposar d'un recipient gran, amb aigua per a poder trempar la fulla forjada.
I una caixa gran amb sorra per a mantenir el ferro calent o deixar refredar lentament les peces recuites.
Moles, pedres d'esmolar i abrasius de polir també formaven part de l'ofici.

### Accions particulars

#### Fabricar les fulles d'espasa
- L'espaser comprava la matèria primera a un proveïdor adequat. A Barcelona solia ser en forma de barres de ferro o acer provinents de les fargues. En altres indrets la materia primera venia de la mina de Mondragón, que proporcionava un aliatge que es podia forjar directament.[4] També hi ha documents que parlen d'espases forjades a partir de ferradures velles.[5][6][7]
- Començant pel material original calia escalfar-lo i forjar una barra de dimensions adequades.
- Tot el procés de forja, era llarg i delicat. Generalment l'espaser doblegava la peça, l'estirava i la tornava a doblegar unes quantes vegades. Tornant-la a escalfar quan calia però procurant que no es "cremés" (les caldes excessives podien descarburar l'acer, cremant-ne el carboni i deixant la peça inútil).
- Un cop aconseguida la forma desitjada, l'espaser la sotmetia a la calda més crítica, prèvia al seu trempat, i la refredava bruscament en aigua un temps determinat. El temps es podia comptar recitant una fórmula o una oració.
  - Generalment l'espiga del mantí no es trempava.
- La fulla ja trempada tenia duresa però era molt fràgil. La solució consistia en sotmetre-la a una operació de recuita o revingut, escalfant-la a baixa temperatura i deixant-la refredar lentament.
- Quan la fulla en brut es considerava correcta calia rebaixar-la amb una o diverses moles fins a deixar-la en les dimensions finals.
- Les operacions d'acabat passaven per un polit més o menys fi (fulles polides o fabrides) i un esmolat adequat. Hi havia acabats amb fulles envernissades o pavonades.
- Cada espaser marcava una fulla acabada amb les seves marques. De totes les marques la del punxó era imprescindible, però n'hi podia haver d'altres: nom, any, ...
- Totes les fulles acabades a Barcelona eren examinades i aprovades pels oficials del gremi.

#### Muntar l'espasa

Un cop acabada i verificada la fulla calia muntar la creuera i el mantí. El mantí solia estar format per dues galtes o dolces, disposades a banda i banda de l'espiga de la fulla i folrades de pell. L'agafador descrit s'acabava amb un fil de llautó que s'embolicava al voltant de les peces anteriors.
- Els mantins de les espases de luxe podia fabricar-se de manera molt diferent.
- Entre els espasers de Barcelona hi havia dues especialitats diferents: els mestres de fer fulles només forjaven les fulles, mentre que el muntatge final el feien els mestres muntadors. Estava prohibit que els que feien fulles muntessin espases senceres. Fins i tot no podien tenir cap espasa acabada dins de la beina a l'obrador.
- Els espasers que feien beines formaven una altra especialitat a part.

## Sistemes de fabricació simplificats i resumits
N'hi ha quatre de més importants:
- Les falcates i les espases rectes ibèriques.[8]
- Les espases de Damasc (Acer de Damasc)
- Les espases de Toledo, segons els sistema valencià (no pas superiors a les de Saragossa, València, Mallorca o Barcelona).[9][10][11]
- Les katanes japoneses.

## Dades cronològiques

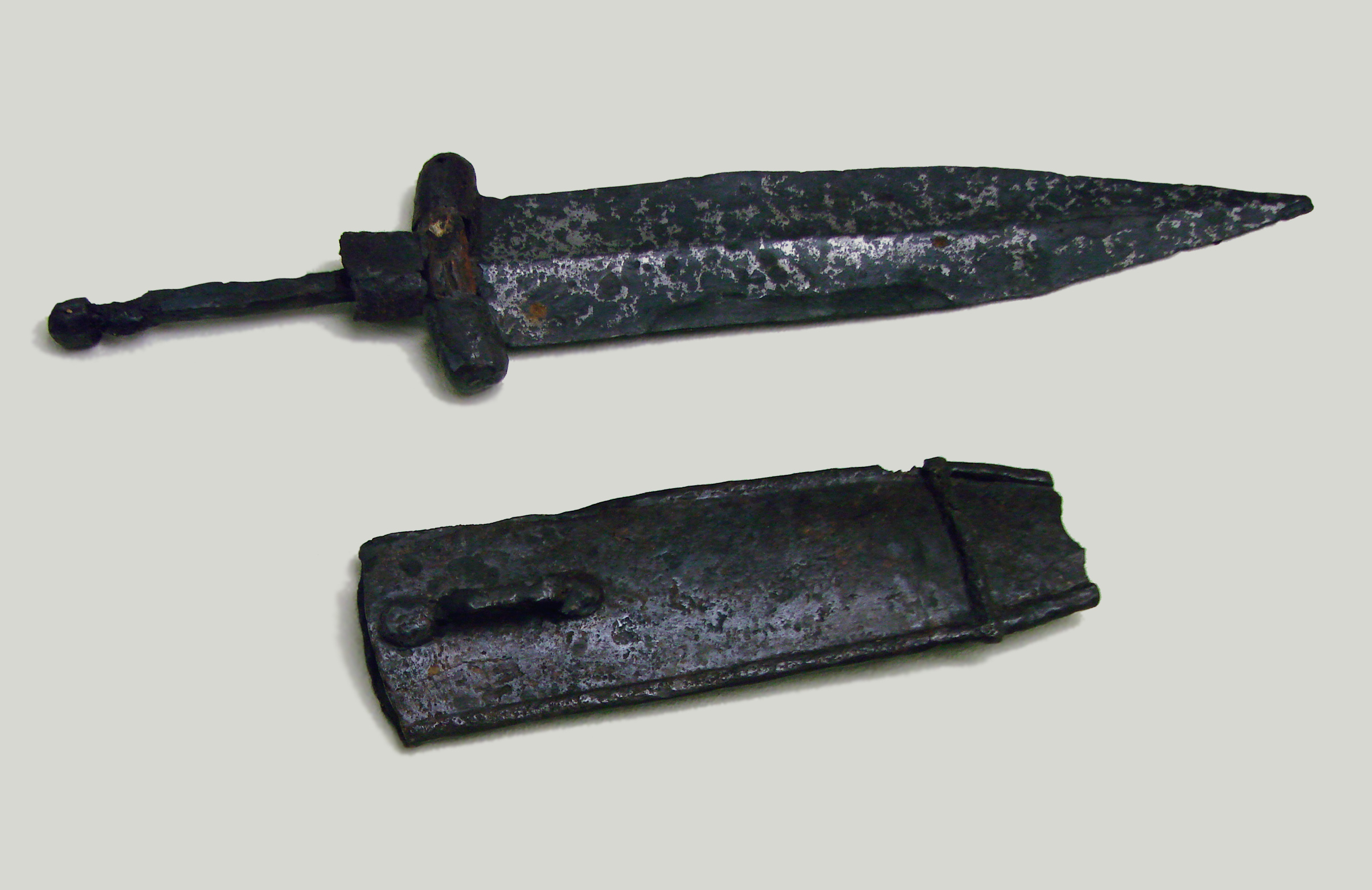
Punyal i beina de la necròpolis de Prosnes (Marne), cultura de La Tène antiga, ca. 475-450 a. C.

La professió d'espaser està molt relacionada amb les armes que fabricava. En època medieval els espasers feien espases, llances i dagues. Posteriorment els daguers i llancers es varen segregar del gremi dels espasers. Aquesta cronologia presenta moltes dades sobre les espases i només algunes sobre l'ofici. La presència de les primeres ajuda a entendre millor els detalls de la professió.

### Èpoques primitives
- c.230 aC. Filó de Bizanci, en el seu tractat Belopoeica (artilleria), comenta la flexibilitat de les espases dels celtes i dels ibers a Hispania.[12][13] Un comportament elàstic, com el d'una molla, implicaria contingut d'acer trempat en les espases esmentades.[14][15][16][17]

### Època medieval i posteriors
En l'època medieval els espasers de cada contrada recullen les tradicions antigues i s'organitzen en gremis. A Barcelona, a València i a Saragossa hi havia tradició siderúrgica (amb ferro i acer fabricat a les fargues) i de fabricació d'espases de qualitat des d'èpoques preromanes.
- 966. Ambaixada de Borrell II a Al-Hàkam II. Obsequi de 100 espases "franques", molt famoses i temudes.[18]
- 1100. L'espasa de Godefroy de Bouillon era famosa. Es guardava al temple del Sant Sepulcre.[19]
- 1233. Jaume I esmenta l'espasa anomenada Tisó (forjada a Montsó) en el setge de Borriana.[20][21]
- 1248. Espasa Lobera del rei Ferran III de Castella.[22]
- 1274. Espasa del cavaller en Soler de Vilardell (Espasa de Vilardell). Una espasa considerada màgica, "de virtut" o "constil·lada". Les seves qualitats de tall indiquen un procés de fabricació molt reeixit.[23]
- 1321. Espasers esmentats a Pisa. “...li homini dell' arte delli spatari...”[24]
- 1323-1325. Ordinacions dels ferrers de Barcelona.[25]
  - “Que tot farrer haje a ffer los ferres de les llances ben acerats"
  - “Item que tot farrer qui faça spases, farrers de lança, de darts e de passadors, los hajen a fer ben acerats e ab llur senyal"

- 1370. Testament de Pere el Cerimoniós. Esmenta l'Espasa de Sant Martí i l'espasa de Vilardell. També les espases Tisó, Triveta, Clareta i Cistall.[26]

- 1390. Tres espasers registrats a Barcelona.[27][28]
- 1392. Ibn Hudhayl, en la seva obra "Gala de caballeros y blasón de paladines", esmenta dues menes d'espases de qualitat: les d'acer indi i les dels francs (catalans). Aquestes darreres amb qualitats excepcionals i suposadament forjades per genis.[29]
- 1404. Segons testimoni de Ruy González de Clavijo  els artesans esclaus de Tamerlà, a Samarcanda, no sabien fabricar espases ben trempades.[30]

| « | (Tamerlà)... é fizo traer ante sí todas las armas que aquellos sus captivos avian labrado desde que él partiera de la ciudad ; entre las quales armas troxieron tres mil pares de fojas guarnidas en tapete colorado, bien fechas, salvo que las non facen fuertes, nin las saben templar el fierro. | » |
| — (Tamerlà) va fer portar davant seu totes armes que els captius havien obrat des que va partir de la ciutat (Samarcanda); li varen dur tres mil parells de fulles (d'espasa) guarnides de teixit vermell; ben fetes llevat que no les saben fer fortes, ni trempar el ferro., Ambaixada de González Clavijo | |   |

- 1425. Els espasers de València demanaren confirmació de les seves ordinacions, copiades de les dels espasers de Barcelona.
  - ...Item. Senyor los dits privilegis, capítols e ordinacions vees(?) plaurets a Déu a justícia (e) egualtat car axí son stats obtenguts per la spaseria de ciutat vostra de Barchinonae per vos atorgats (a) aquella segons han pres los prohomens de la spaseria de la dita vostra ciutat de Valencia...1425...Alfonsi Dei gratia Regis Aragonum, Sicilie, Valencie, Majoricam, Sardinie et ...[31]
  - Examen dels aspirants a mestres espasers:

Havien de presentar “4 fulles d'espases e recapte per a guarniment de aquelles. Ço és la una fulla de dues mans la qual haie a guarnir vermella. E l'altra fulla sia de una mà la qual haie a esser guarnida mitadada de dues colors. E l'altra de una mà que sia buydada e guarnida tota negra. E la quarta ço és un estoch d'armes tot blanch los quals guarniments se vien(?) e haien a fer per lo volent usa(n)t de la dita spaseria dins la casa e habitació de un dels dits diputats...”.
- 1433. Barcelona. En el "Llibre dels consells" del gremi d'espasers s'indica la manera de trempar les fulles de les espases.[32]
  - En el foli f_099r i altres del "Llibre gremial dels espasers" es parla de “confrare ho confraressa”. Aparentment una dona podia pertànyer a la confraria dels espasers. Potser només com a esposa o viuda d'un espaser.[33]
- 1493. En el segon viatge de Cristòfol Colom a Amèrica, hi viatjava un espaser de Barcelona: Anton de Barcelona.[34]
- 1547. Llargària de les espases reglamentada a Aragó, València i Catalunya.[35]
- 1514. Espasa del rei Henry IV, amb fulla de Toledo signada : “DE.SILBESTRE. NIETO.EN.TOLEDO.ANNO 1514”.[36]
- 1522. Espasa d'Ignasi de Loiola ofrenada a la Mare de Déu de Montserrat. La fulla era de Toledo i estava marcada G.O.N.Ç.A.L.O S.I.M.O.N E.N T.
- 1567. Paris. Estatuts dels “Maistres Joüeurs & Escrimeurs d'épée”.[37]
- 1570. Entre els espasers de Toledo, Antonio Sahagún “el Viejo” és el més antic dels enregistrats.[38]

| « | Segun práctica establecida en la ciudad imperial, los maestros espaderos para ejercer su profesion se matriculaban en el registro del ayuntamiento, donde constaban asimismo las marcas de que cada cual hacia uso para distinguir los productos de su industria; y el mas antiguo de dichos espaderos que aparece inscrito en el registro, es Alonso Sahagun el viejo, que vivia por los años de 1570, y sus espadas marcadas con una S y una corona dentro de un escudo particular, son objeto de grande estima en todas las armerías de Europa. | » |
| — Memoria sobre la teoria y fabricación del acero en general, y de su aplicación a las armas blancas. Claudio del Fraxno y Palacio. | |   |

- 1761."Fábrica de armas blancas de Toledo", creada per decret de Carles III d'Espanya. La va organitzar i dirigir el mestre espaser valencià Lluís Calisto, contractat expressament i que va contractar altres espasers valencians.[39]